# Franz Wächter
Franz Wächter (* 1. Februar 1929) ist ein  ehemaliger deutscher Fußballspieler. Der Offensivspieler absolvierte bei den Vereinen VfR Mannheim, SV Sodingen und Freiburger FC in den damals erstklassigen Oberligen Süd und West von 1953 bis 1957 insgesamt 66 Ligaspiele, in denen er 25 Tore erzielte. In der Saison 1954/55 errang der Angreifer mit dem Herner Stadtteilverein SV Sodingen die Vizemeisterschaft in der Westliga und nahm an der Endrunde um die deutsche Fußballmeisterschaft teil.

## Laufbahn als Fußballer
Wächter, der Angreifer war beim Lahrer FV 03 großgeworden und hatte bereits 1949/50 in der sogenannten „Zonenliga“ (Oberliga Südwest Gruppe Süd) Erfahrung als Vertragsfußballer gesammelt, kam zur Saison 1953/54 von Union Böckingen aus der 2. Liga Süd zum VfR Mannheim in die Oberliga Süd. Beim vormaligen deutschen Meister des Jahres 1949, dem Verein für Rasenspiele, wurde ein Neuanfang unternommen, der neben Wächter auch noch Ernst-Otto Meyer, Gottfried Heitmann, die bisherigen Jugendspieler Theodor Laumann, Walter Heckmann, Günther Schreck und Trainer Hans Pilz zur Mannschaft vom Stadion an den Brauereien führte. In den ersten vier Rundenspielen gehörte Wächter den Blau-Weiß-Roten an und erzielte auch in den Spielen gegen den FC Schweinfurt 05 (2:0) und Bayern München (1:3), je einen Treffer. Er stürmte dabei am linken Flügel, unterstützt von den Halbstürmern Laumann beziehungsweise Rudolf de la Vigne. Nach der 0:6-Auswärtsniederlage am 15. November 1953 bei Kickers Offenbach, endeten seine Spieleinsätze beim VfR Mannheim. Mit sieben Spielen und zwei Toren endete sein Debüt in der Oberliga Süd. Zur Saison 1954/55 schloss er sich dem SV Sodingen in der Oberliga West an.
Die Grün-Weißen, im Schatten der Zeche Mont Cenis spielend, waren 1952 in die Oberliga aufgestiegen und konnten nur knapp im zweiten Oberligajahr die Klassenzugehörigkeit erhalten. In die Runde 1954/55 starteten die Grün-Weißen mit zwei Auftaktsiegen gegen Dellbrück (1:0) und Duisburger SpV (2:1). Von Beginn an gehörte Franz Wächter der im WM-System antretenden Stammformation von Trainer Ludwig Tretter an, entweder als Mittelstürmer oder als Linksaußen. Seine ersten zwei Treffer für Sodingen erzielte er am 19. September 1954 bei einem 3:2-Heimerfolg gegen Borussia Dortmund. Beim Derbyerfolg am 20. Februar 1955 gegen Westfalia Herne (5:2) tat er sich auch als zweifacher Torschütze hervor. Am letzten Rundenspieltag, den 1. Mai 1955, erzielte Wächter beim 3:2-Heimerfolg gegen den Meidericher SV seinen 14. Ligatreffer. Aus den letzten acht Rundenspielen, vom 6. März bis 1. Mai 1955, holte sich Sodingen 14:2 Punkte und erreichte völlig überraschend die Vizemeisterschaft in der Oberliga West. Mit 40 Gegentoren erwies sich die Abwehr um Torhüter Günter Sawitzki und Leo Konopczynski als Grundlage des Erfolges. Für die nötigen Tore sorgten Wächter, welcher mit 14 Treffern die interne Torschützenliste anführte, Gerhard Harpers (9 Tore), Willi Demski und Harry Linka mit je acht Toren, sowie Horst Wenker mit sieben Treffern. Der Neuzugang aus Süddeutschland hatte wie die Mitspieler Demski, Alfons Nowak und Sawitzki alle 30 Ligaspiele für die Grün-Weißen bestritten. Für die endgültige Teilnahme an der Endrunde um die deutsche Meisterschaft benötigte der Westvize noch ein Qualifikationsspiel gegen den SSV Reutlingen; beim 3:0-Erfolg zeichnete sich Rechtsaußen Linka wie auch Linksaußen Wächter als Torschützen aus. In den Gruppenspielen gegen Südwestmeister 1. FC Kaiserslautern (mit den 54ern-Weltmeistern Fritz Walter, Ottmar Walter, Horst Eckel, Werner Liebrich, Werner Kohlmeyer), Nordmeister Hamburger SV (mit den Jungen Horst Schnoor, Uwe Seeler, Klaus Stürmer und den Routiniers Franz Klepacz, Josef Posipal, Herbert Wojtkowiak) und dem Berliner Meister Viktoria 1899 Berlin um Helmut Jonas und Werner Nocht, trat Sodingen in den Heimspielen in der Schalker Glückauf-Kampfbahn an. Herausragend waren dabei die Heimspiele am 22. Mai gegen den FCK und am 11. Juni gegen den HSV. In beiden Spielen war der Zuschauerzuspruch überwältigend: Gegen die Walter-Elf sollen nach Augenzeuge Landefeld über 80.000 Zuschauer versucht haben, das Spiel im Stadion zu verfolgen, 30.000 mussten wieder abziehen, aber an die 55.000 waren drin. Zur Halbzeit drohte der Spielabbruch, als die Zuschauer in dichtgedrängten Scharen etwa zwanzig Meter weit auf (!) dem Spielfeld standen. Was Wunder, dass Sodingen, dessen eigener Platz nicht endrundenreif war, sein nächstes Heimspiel gegen den Hamburger SV nicht mehr in Schalke austragen durfte, sondern nach Köln-Müngersdorf reisen musste. Dort kamen aber auch 50.000 Zuschauer beim 1:1 gegen den Nordmeister. Beide Spiele gegen Kaiserslautern endeten mit 2:2 und die Pfälzer errangen mit 9:3 Punkten den 1. Gruppenplatz. Der HSV (8:4) und Sodingen folgten mit 7:5 Punkten auf den Plätzen. Wächter war in allen sieben Endrundenspielen zum Einsatz gekommen und hatte sechs Tore erzielt, darunter auch je einen Treffer bei den zwei Unentschieden gegen den 1. FC Kaiserslautern. Aber auch in Sodingen wurde der Angreifer nicht heimisch, nach dieser erfolgreichen Runde zog es ihn wieder nach Süddeutschland, er unterschrieb beim Freiburger FC in der 2. Liga Süd zur Saison 1955/56 einen neuen Vertrag.
Mit der Elf aus dem Möslestadion gewann er unter Trainer Hans Wendland vor Vizemeister FC Bayern München die Meisterschaft und stieg mit dem FFC in die Oberliga Süd auf. Freiburg gewann beide Spiele (2:0, 2:1) gegen den späteren deutschen Rekordmeister. Mit 3:1 Punkten gelang der Start in die Oberliga. Auch die Spiele gegen Schwaben Augsburg (2:1), gegen den badischen Rivalen Karlsruher SC (2:2) vor 22.000 Zuschauern, ein 7:1-Kantersieg am 29. Oktober 1956 gegen Eintracht Frankfurt, das 2:1 gegen FC Schweinfurt 05 und die zwei Remis am Vorrundenende gegen Aschaffenburg (1:1) und den Tabellenführer 1. FC Nürnberg am 9. Dezember 1956 vor 25.000 Zuschauern, führten zu einem 11. Platz nach der Hinrunde mit 12:18 Punkten. Die Rückrunde verlief dagegen mit 8:22 Punkten unbefriedigend und am Rundenende stieg der Freiburger FC mit 20:40 Punkten sofort wieder in die 2. Liga Süd ab. Wächter hatte in 29 Ligaeinsätzen neun Tore erzielt. Er ging den Weg in die 2. Liga mit und beendete erst nach der Saison 1961/62 seine Spielertätigkeit beim FFC. Er hängte noch 1962/63 in der Schweiz beim FC Breitenbach (Amateurliga) eine Runde im Amateurlager an.